# Grzegorz Panfil
Grzegorz Panfil (Zabrze, 1988. január 1. –) lengyel teniszező. 2004-ben kezdett profi pályafutásba. 2009. április 27-én a világranglista 279. helyén állt, azóta is ez a legmagasabb helyezése.
Legnagyobb sikerét 2006-ban érte el, amikor Błażej Koniusz oldalán megnyerte a 2006-os Junior Austral Opent. A döntőben az amerikai Kellen Damico–Nathaniel Schnugg duót verték 7–6 (7–5), 6–3-ra.
A 2015. április 20-i állás szerint ő a 4. legjobb lengyel férfi teniszező a világranglistán.